# Serra del Carlà
La Serra del Carlà és una serra situada al municipi de les Avellanes i Santa Linya a la comarca de la Noguera, amb una elevació màxima de 662 metres.